# 浄明寺 (能代市)
浄明寺（じょうみょうじ）は秋田県能代市檜山字檜山町に所在する真宗大谷派の寺院。山号は善城山。

## 檜山安東氏との関係
永正年間（1504年-1521年）に創建された檜山安東一族ゆかりの寺院。開祖の西道は、安東一族出身といわれる。また、四世成就坊は秋田実季の次男だとの記録がある。

## 浅利勝頼首塚
浅利勝頼の首塚がある。勝頼は、兄浅利則祐と対立して安東愛季と内応して1562年に兄を扇田長岡城において自害に追い込み、比内郡地方の領主となったが、愛季に信頼されず、1583年に愛季に檜山城に招かれたところを松前慶広に殺害された。

## 文化財
山門は安東氏の居城檜山城より移築されたという伝承があり、従前より「城下がりの門」と呼ばれていた。切妻造の一間薬医門で、屋根は当初こけら葺であったという。現在は鉄葺である。1995年（平成7年）に解体保存修理工事がおこなわれ、その際、部材より「寛永11年」（1634年）の墨書銘が発見され、江戸時代前半の建立であることが判明した。しかし、建造年代の判明した門としては東北地方でも古いものに属し、桃山様式を残す薬医門として貴重な遺構である。1987年（昭和62年）3月17日、県の有形文化財に指定されている。
他に能代市の文化財指定を受けている資料が4件ある。
- 聖徳太子御影
- 教如上人寿像
- 秋田実季書状
- 黄瀬戸菊皿3点（檜山城跡出土）

## 本尊
本尊は慶長11年（1606年）に五世浄法を安置した仏像。像高60cm、伝安阿弥作。

## 住職
- 秋田篤（第二十三世）

## アクセス
- JR東日本奥羽本線東能代駅より母体行バス檜山停留所下車、徒歩3分